# Дзюдо на літніх Олімпійських іграх 2020
Змагання з дзюдо на літніх Олімпійських іграх 2020 у Токіо пройшли з 25 липня по 1 серпня 2021 року.

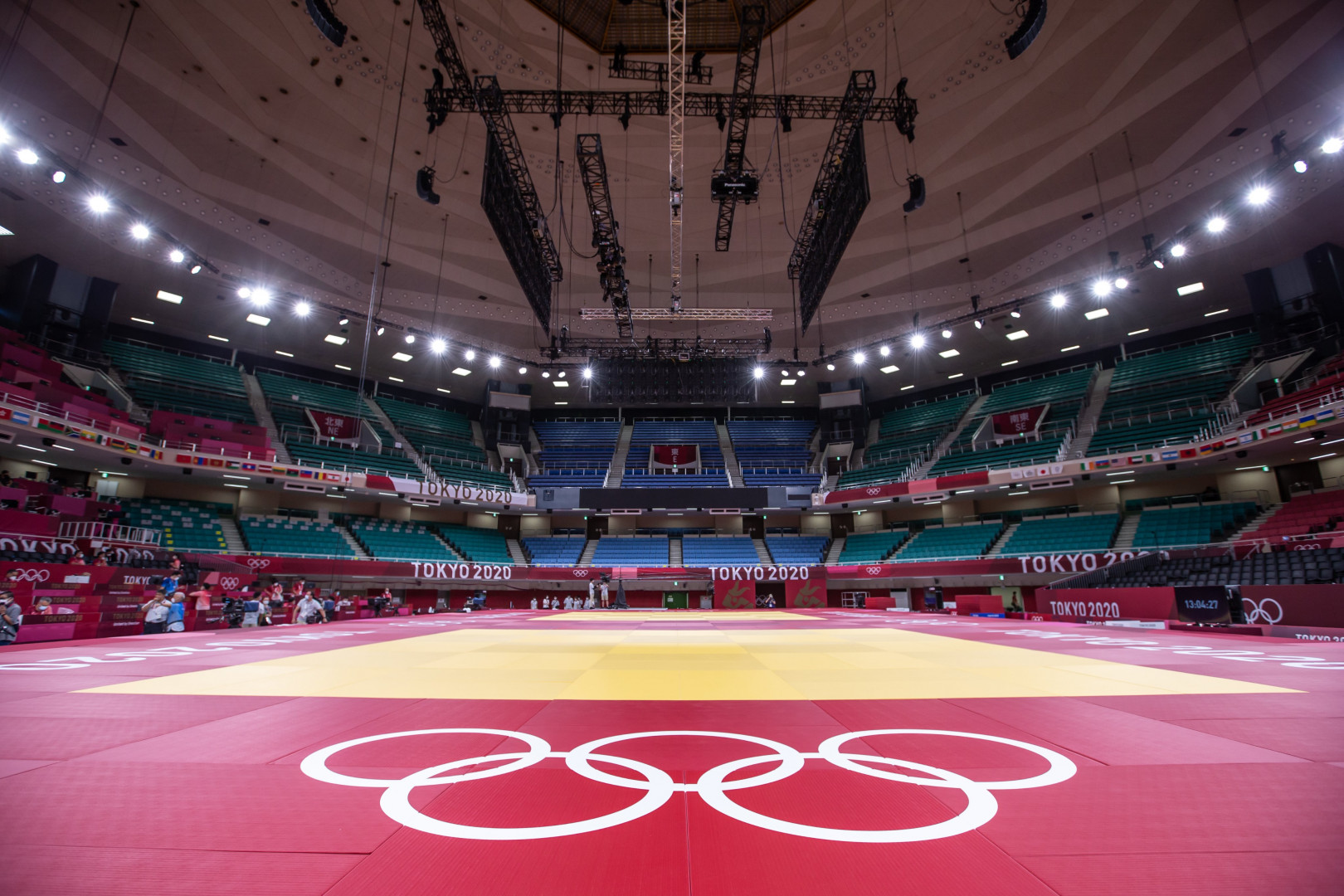

## Кваліфікація
Загалом 386 дзюдоїстів можуть виступити на Олімпійських іграх. Кожний Олімпійський комітет може бути представлений одним спортсменом у кожному виді програми, максимум 14 спортсменів. 14 квот зарезервовано для країни-господарки Японії. Ще 20 квот отримають спортсмени за рішенням Трьохсторонньої комісії. 
Спортсмени будуть отримувати ліцензії відповідно до кваліфікаційного олімпійського рейтингу, який формує Міжнародна федерація дзюдо (IJF), остаточний варіант якого буде опубліковано 25 травня 2020 року.
Найкращі 18 спортсменів кожної вагової категорії отримують ліцензію. Якщо серед них є два або більше представників однієї країни, тоді Національний олімпійський комітет країни вирішує який спортсмен поїде на змагання, а ліцензія що звільнилася, переходить до наступного спортсмена рейтингу.
Окрім цього передбачений розподіл ліцензій за континентальними квотами (для Європи: 13 чоловіків, 12 жінок; для Африки: по 12 спортсменів; для Америки: 10 чолоовіків, 11 жінок; для Азії: по 10 спортсменів; для Океанії: по 5 спортсменів). Ці ліцензії будуть надані дзюдоїстам за спільним рейтингом усіх вагових категорій, але не більше ніж одна ліцензія для однієї НОК.
Для участі у турнірі змішаних команд кожна НОК повинна мати принаймні 6 дзюдоїстів з індивідуальними ліценціями, що відповідають специфіці вагових категорій командного турніру.

## Розклад змагань
| К | Попередні раунди & Чевертьфінали | Ф | Втішний раунд, Півфінали & Фінали |

| Чоловіки        |   |   |   |   |   |   |   |   |   |   |   |   |   |   |   |   |
| До 60 кг        | К | Ф |   |   |   |   |   |   |   |   |   |   |   |   |   |   |
| До 66 кг        |   |   | К | Ф |   |   |   |   |   |   |   |   |   |   |   |   |
| До 73 кг        |   |   |   |   | К | Ф |   |   |   |   |   |   |   |   |   |   |
| До 81 кг        |   |   |   |   |   |   | К | Ф |   |   |   |   |   |   |   |   |
| До 90 кг        |   |   |   |   |   |   |   |   | К | Ф |   |   |   |   |   |   |
| До 100 кг       |   |   |   |   |   |   |   |   |   |   | К | Ф |   |   |   |   |
| Понад 100 кг    |   |   |   |   |   |   |   |   |   |   |   |   | К | Ф |   |   |
| Жінки           |   |   |   |   |   |   |   |   |   |   |   |   |   |   |   |   |
| До 48 кг        | К | Ф |   |   |   |   |   |   |   |   |   |   |   |   |   |   |
| До 52 кг        |   |   | К | Ф |   |   |   |   |   |   |   |   |   |   |   |   |
| До 57 кг        |   |   |   |   | К | Ф |   |   |   |   |   |   |   |   |   |   |
| До 63 кг        |   |   |   |   |   |   | К | Ф |   |   |   |   |   |   |   |   |
| До 70 кг        |   |   |   |   |   |   |   |   | К | Ф |   |   |   |   |   |   |
| До 78 кг        |   |   |   |   |   |   |   |   |   |   | К | Ф |   |   |   |   |
| Понад 78 кг     |   |   |   |   |   |   |   |   |   |   |   |   | К | Ф |   |   |
| Змішана команда |   |   |   |   |   |   |   |   |   |   |   |   |   |   |   |   |
| Змішана команда |   |   |   |   |   |   |   |   |   |   |   |   |   |   | К | Ф |

## Медалісти

### Таблиця медалей
*   Країна-господарка (Японія)
| Місце                | Країна                     | Золото | Срібло | Бронза | Загалом |
| -------------------- | -------------------------- | ------ | ------ | ------ | ------- |
| 1                    | Японія*                    | 9      | 2      | 1      | 12      |
| 2                    | Франція                    | 2      | 3      | 3      | 8       |
| 3                    | Косово                     | 2      | 0      | 0      | 2       |
| 4                    | Грузія                     | 1      | 3      | 0      | 4       |
| 5                    | Чехія                      | 1      | 0      | 0      | 1       |
| 6                    | Монголія                   | 0      | 1      | 2      | 3       |
| 6                    | Німеччина                  | 0      | 1      | 2      | 3       |
| 6                    | Південна Корея             | 0      | 1      | 2      | 3       |
| 9                    | Австрія                    | 0      | 1      | 1      | 2       |
| 10                   | Китайський Тайбей          | 0      | 1      | 0      | 1       |
| 10                   | Куба                       | 0      | 1      | 0      | 1       |
| 10                   | Словенія                   | 0      | 1      | 0      | 1       |
| 13                   | Олімпійський комітет Росії | 0      | 0      | 3      | 3       |
| 14                   | Італія                     | 0      | 0      | 2      | 2       |
| 14                   | Бразилія                   | 0      | 0      | 2      | 2       |
| 14                   | Канада                     | 0      | 0      | 2      | 2       |
| 17                   | Ізраїль                    | 0      | 0      | 1      | 1       |
| 17                   | Азербайджан                | 0      | 0      | 1      | 1       |
| 17                   | Бельгія                    | 0      | 0      | 1      | 1       |
| 17                   | Велика Британія            | 0      | 0      | 1      | 1       |
| 17                   | Казахстан                  | 0      | 0      | 1      | 1       |
| 17                   | Нідерланди                 | 0      | 0      | 1      | 1       |
| 17                   | Португалія                 | 0      | 0      | 1      | 1       |
| 17                   | Угорщина                   | 0      | 0      | 1      | 1       |
| 17                   | Узбекистан                 | 0      | 0      | 1      | 1       |
| 17                   | Україна                    | 0      | 0      | 1      | 1       |
| Загалом (26 збірних) | Загалом (26 збірних)       | 15     | 15     | 30     | 60      |

### Чоловіки
| Дисципліна   | Золото                | Срібло                   | Бронза                    |
| ------------ | --------------------- | ------------------------ | ------------------------- |
| До 60 кг     | Наохіса Такато (JPN)  | Ян Юнг Вей (TPE)         | Єлдос Сметов (KAZ)        |
| До 60 кг     | Наохіса Такато (JPN)  | Ян Юнг Вей (TPE)         | Лука Мкхейдзе (FRA)       |
| До 66 кг     | Хіфумі Абе (JPN)      | Важа Маргвелашвілі (GEO) | Ан Ба Ул (KOR)            |
| До 66 кг     | Хіфумі Абе (JPN)      | Важа Маргвелашвілі (GEO) | Даніель Каргнін (BRA)     |
| До 73 кг     | Оно Сьохей (JPN)      | Лаша Шавдатуашвілі (GEO) | Ан Чхаллім (KOR)          |
| До 73 кг     | Оно Сьохей (JPN)      | Лаша Шавдатуашвілі (GEO) | Цендочір Цогтбаатар (MGL) |
| До 81 кг     | Нагасе Таканорі (JPN) | Саїд Моллаеї (MGL)       | Шаміль Борхашвілі (AUT)   |
| До 81 кг     | Нагасе Таканорі (JPN) | Саїд Моллаеї (MGL)       | Маттіас Кассе (BEL)       |
| До 90 кг     | Лаша Бекаурі (GEO)    | Едуард Тріппель (GER)    | Давлат Бобонов (UZB)      |
| До 90 кг     | Лаша Бекаурі (GEO)    | Едуард Тріппель (GER)    | Крістіан Тот (HUN)        |
| До 100 кг    | Аарон Вольф (JPN)     | Чхо Гу Хам (KOR)         | Жорже Фонсека (POR)       |
| До 100 кг    | Аарон Вольф (JPN)     | Чхо Гу Хам (KOR)         | Ніяз Ільясов (ROC)        |
| Понад 100 кг | Лукаш Крпалек (CZE)   | Гурам Тушішвілі (GEO)    | Тедді Рінер (FRA)         |
| Понад 100 кг | Лукаш Крпалек (CZE)   | Гурам Тушішвілі (GEO)    | Тамерлан Башаєв (ROC)     |

### Жінки
| Дисципліна  | Золото                  | Срібло                 | Бронза                      |
| ----------- | ----------------------- | ---------------------- | --------------------------- |
| До 48 кг    | Дістрія Краснічі (KOS)  | Фуна Тонакі (JPN)      | Дар'я Білодід (UKR)         |
| До 48 кг    | Дістрія Краснічі (KOS)  | Фуна Тонакі (JPN)      | Уранцецег Мунхбатин (MGL)   |
| До 52 кг    | Ута Абе (JPN)           | Амандін Бюшар (FRA)    | Одетте Джуффріда (ITA)      |
| До 52 кг    | Ута Абе (JPN)           | Амандін Бюшар (FRA)    | Челсі Джайлс (GBR)          |
| До 57 кг    | Нора Г'якова (KOS)      | Сара-Леоні Сізік (FRA) | Цукаса Йосіда (JPN)         |
| До 57 кг    | Нора Г'якова (KOS)      | Сара-Леоні Сізік (FRA) | Джессіка Клімкейт (CAN)     |
| До 63 кг    | Кларісс Агбеньєну (FRA) | Тіна Трстеняк (SLO)    | Марія Чентраккьо (ITA)      |
| До 63 кг    | Кларісс Агбеньєну (FRA) | Тіна Трстеняк (SLO)    | Катерін Бошемен-Пінар (CAN) |
| До 70 кг    | Тідзуру Арай (JPN)      | Міхаела Поллерес (AUT) | Мадіна Таймазова (ROC)      |
| До 70 кг    | Тідзуру Арай (JPN)      | Міхаела Поллерес (AUT) | Санне ван Дейк (NED)        |
| До 78 кг    | Сорі Хамада (JPN)       | Мадлен Малонга (FRA)   | Анна-Марія Вагнер (GER)     |
| До 78 кг    | Сорі Хамада (JPN)       | Мадлен Малонга (FRA)   | Майра Агіар (BRA)           |
| Понад 78 кг | Акіра Соне (JPN)        | Ідаліс Ортіс (CUB)     | Ірина Кіндзерська (AZE)     |
| Понад 78 кг | Акіра Соне (JPN)        | Ідаліс Ортіс (CUB)     | Романа Дікко (FRA)          |

### Командні змагання
| Дисципліна      | Золото | Срібло | Бронза |
| --------------- | --- | --- | --- |
| Змішана команда | Франція (FRA) Амандін Бюшар Гійом Шен Сара-Леоні Сізік Кіліан Ле Блуш Кларісс Агбеньєну Аксель Клерже Марго Піно Александр Іддір Романа Дікко Тедді Рінер Мадлен Малонга | Японія (JPN) Хіфумі Абе Ута Абе Сьохей Оно Цукаса Йосіда Шьоїтіро Мукай Тідзуру Араї Таканорі Нагасе Міку Тасіро Хісайосі Харасава Сорі Хамада Аарон Вольф Акіра Соне | Німеччина (GER) Себастьян Зайдль Катаріна Менц Ігор Вандтке Тереза Штолль Домінік Рессель Джованна Скоччімарро Едуард Тріппель Мартіна Трайдос Йоганнес Фрей Жасмін Грабовські Карл-Річард Фрей Анна-Марія Вагнер Ізраїль (ISR) Тохар Бутбуль Тімна Нельсон-Леві Барух Шмайлов Шіра Рішоні Лі Кохман Гілі Шарір Сагі Мукі Раз Гершко Петер Пальчик Інбар Ланір Ор Сассон |